# Volo Atlas Air 3591
Il volo Atlas Air 3591 è stato un volo cargo nazionale operato da Atlas Air per conto di Amazon Air tra l'aeroporto Internazionale di Miami e l'aeroporto Intercontinentale George Bush di Houston, negli Stati Uniti d'America. Il 23 febbraio 2019, il Boeing 767-375ER(BCF) utilizzato per questo volo si schiantò nella Trinity Bay durante l'avvicinamento a Houston, provocando la morte dei tre a bordo: due membri dell'equipaggio e un passeggero. L'incidente avvenne vicino ad Anahuac, in Texas, a est di Houston, poco prima delle 12:45 CST (18:45 UTC). Vennero trovati detriti nelle acque poco profonde della Trinity Bay, che andavano da piccoli capi di abbigliamento a grandi parti dell'aeromobile. Questo è stato il primo incidente con vittime di un Boeing 767 in versione cargo.

## L'aereo
Il velivolo che operava il volo era un Boeing 767-375ER(BCF), avente codice di registrazione N1217A e MSN 25865/430. L'aereo era vicino ai 27 anni di servizio al momento dell'incidente. Costruito nel 1992, venne ordinato dalla compagnia aerea Canadian Airlines ma entrò in servizio presso China Southern Airlines in leasing. Nel 1997 venne acquisito da LAN Airlines, volando per la compagnia sudamericana fino al gennaio 2016. Convertito in cargo nell'aprile 2017, entrò in servizio per Amazon Air operato da Atlas Air sotto il nome Customair Obsession.  Era spinto da 2 motori turboventola General Electric CF6-80. Al momento dell'incidente, l'aereo aveva accumulato 91 063 ore e operato 23 316 voli.

## L'equipaggio
A bordo dell'aeromobile c'erano tre persone. Il 24 febbraio, Atlas Air confermò che tutte e tre erano decedute nello schianto.
Nella cabina di pilotaggio vi erano il comandante Ricky Blakely, un 60enne dell'Indiana, il primo ufficiale Conrad Jules Aska, un 44enne di Antigua, e il comandante Sean Archuleta, un 36enne di Houston (seduto al jumpseat). Archuleta era alla sua ultima settimana di lavoro per Mesa Airlines, e stava tornando a casa prima di iniziare l'addestramento presso United Airlines, previsto per la settimana successiva. Il 26 febbraio, i corpi di tutti e tre vennero recuperati e il 4 marzo identificati.
Il comandante Blakely aveva registrato un totale di 11 172 ore di esperienza di volo, di cui 1 252 su Boeing 767. Il primo ufficiale Aska aveva registrato 5 073 ore di esperienza di volo, 520 delle quali su Boeing 767.

## L'incidente

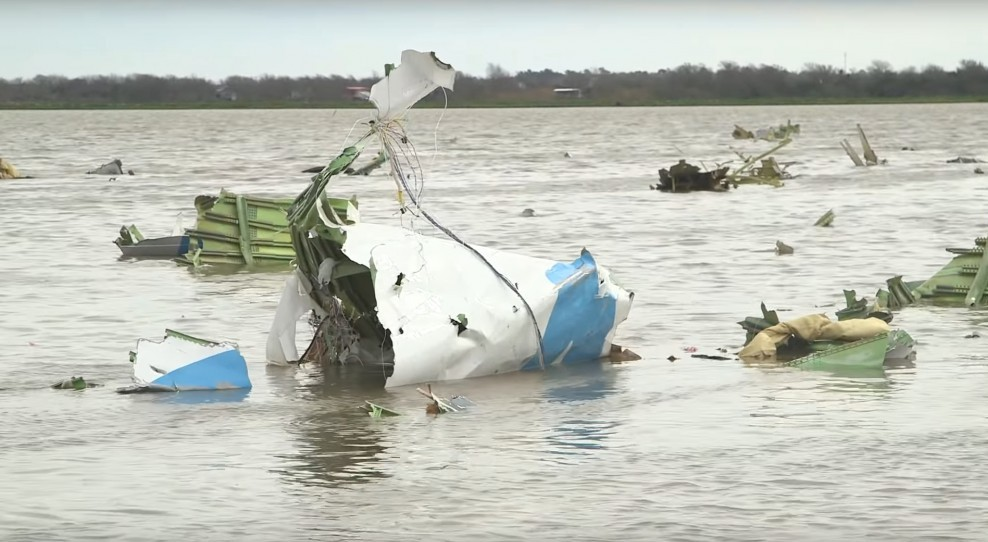
I detriti dell'aereo in acqua.

Il volo Atlas Air 3591 era in avvicinamento verso l'aeroporto di Houston, quando effettuò una brusca virata verso sud prima di iniziare una rapida discesa. I testimoni dell'incidente descrissero l'aereo entrare in picchiata; alcuni ricordarono anche di aver sentito "quello che sembrava un lampo" prima che il Boeing 767 colpisse il terreno.
Alle 12:36 CST (18:36 UTC) il contatto radio e radar venne perso. Non ci fu nessuna richiesta di soccorso. Poco prima delle 12:45 CST (18:45 UTC), il volo 3591 precipitò all'estremità Nord della Trinity Bay a Jack's Pocket. L'area si trova nella Contea di Chambers, in Texas, in prossimità di Anahuac.
La Federal Aviation Administration (FAA) emise un allarme dopo che i contatti radar e radio erano stati persi a circa 50 km a sud-est dalla destinazione. I controllori del traffico aereo provarono almeno due volte a contattare il volo, senza risposta. I controllori chiesero ai piloti a bordo di due voli vicini se avessero visto il sito di un incidente, entrambi i quali risposero negativamente.
La United States Coast Guard inviò un elicottero e diverse barche per cercare sopravvissuti. Il più grande pezzo di detriti trovato era lungo meno di 15 metri. Alcuni detriti avevano il logo Amazon visibile. Il luogo dell'incidente era accessibile solo tramite hovercraft o elicottero. Nel sito, l'acqua arriva fino a 0,5 metri di profondità ed è parzialmente paludosa.

## Le indagini

### I primi ritrovamenti

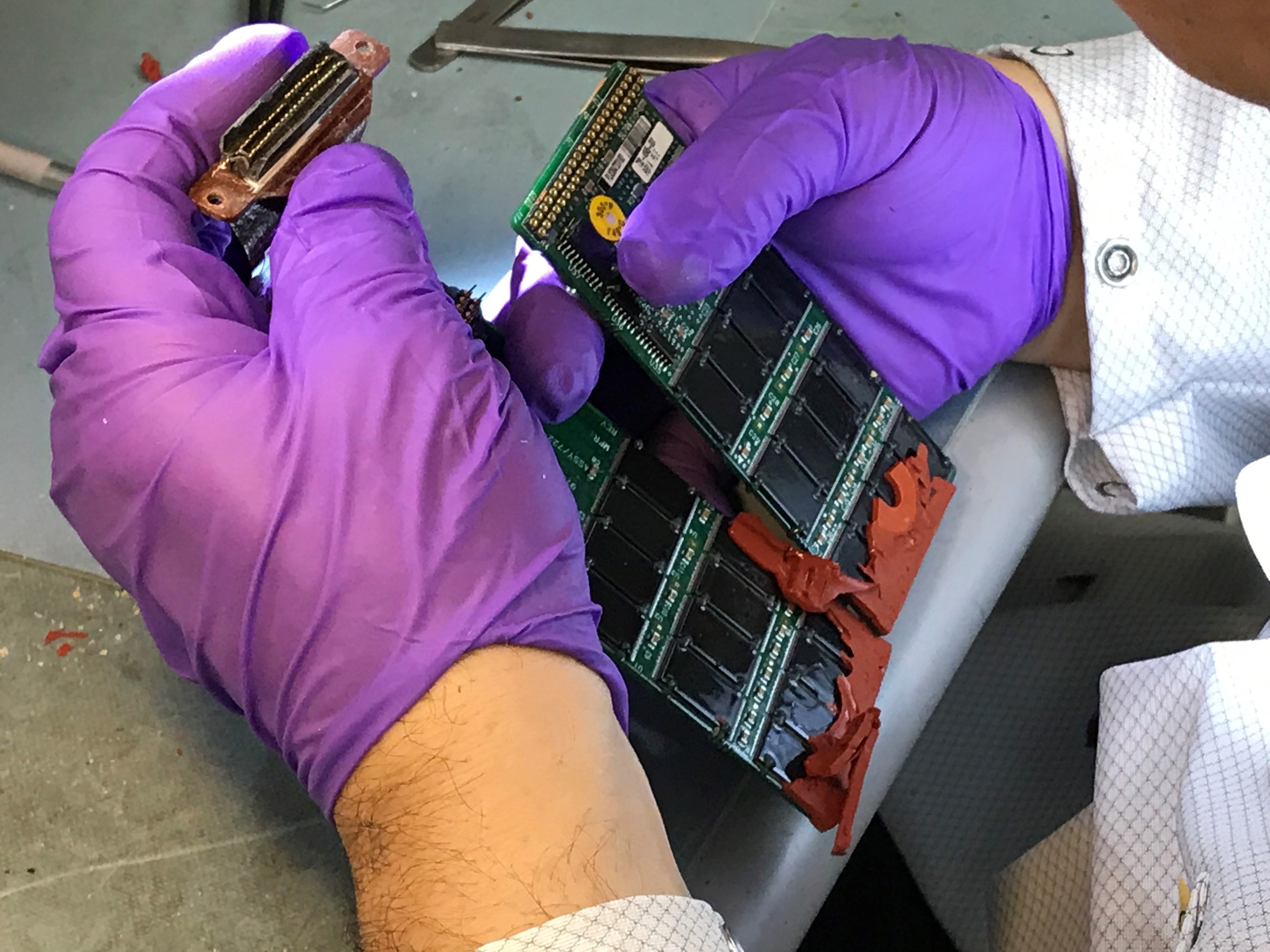
Il CVR (Cockpit Voice Recorder) recuperato e smontato dall'NTSB per l'estrazione dei dati.

Gli investigatori della FAA, del Federal Bureau of Investigation (FBI) e del National Transportation Safety Board (NTSB) vennero inviati sul luogo dell'incidente, con l'NTSB a capo dell'indagine. Una squadra di immersioni del Dipartimento della Pubblica Sicurezza del Texas (DPS) fu incaricata di localizzare i registratori di volo dell'aeromobile e anche squadre di immersione dei dipartimenti di polizia di Houston e Baytown erano presenti sul posto per aiutare nella ricerca. Il registratore vocale della cabina di pilotaggio e il registratore di dati di volo vennero localizzati e trasportati in un laboratorio dell'NTSB per le analisi. Si pensava che le squadre di ricerca sarebbero rimaste sul luogo dell'incidente per settimane prima di recuperare tutti i detriti necessari all'indagine.

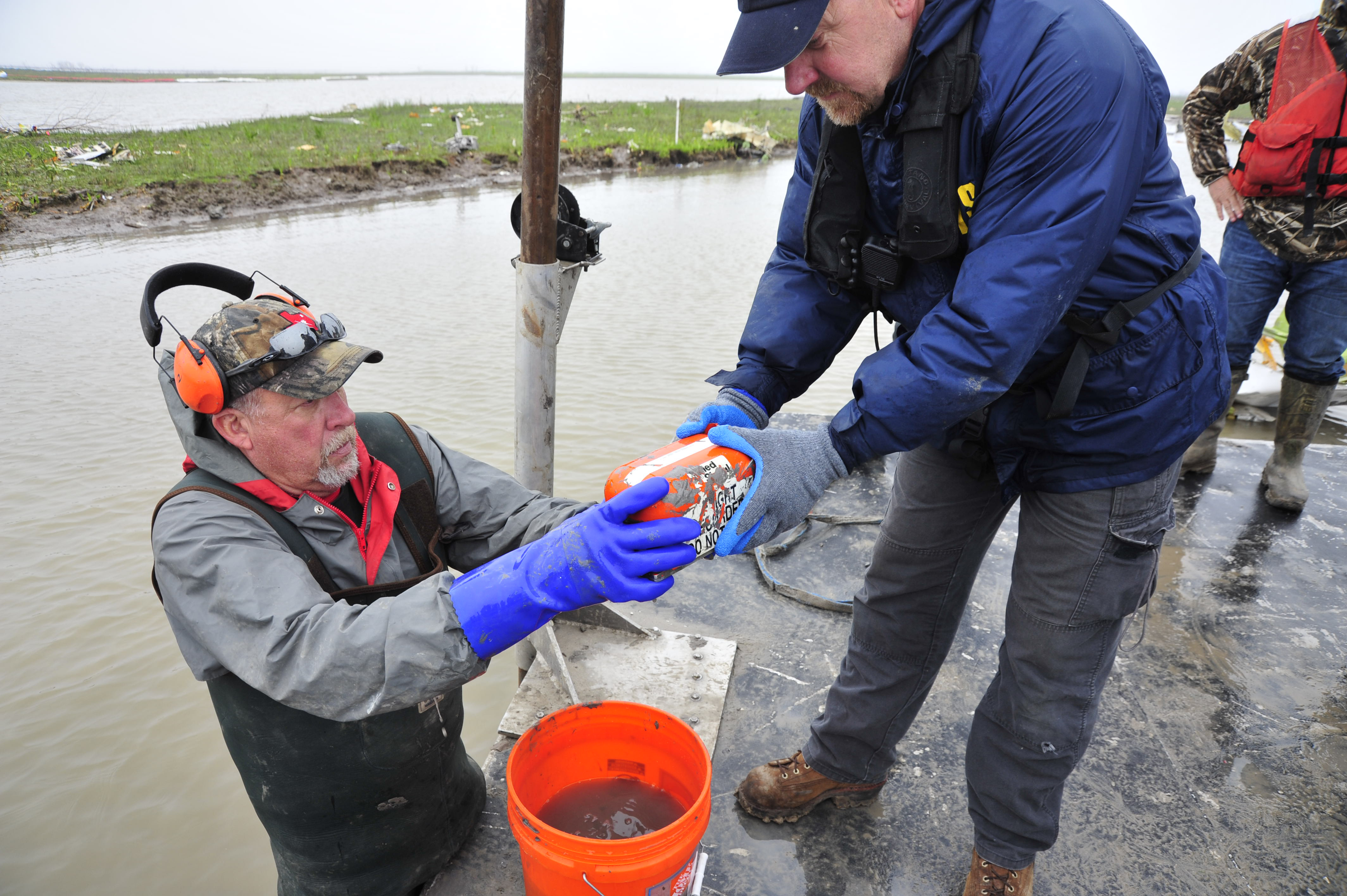
Il recupero di una delle due scatole nere.

A marzo 2019, la causa dell'incidente non era stata determinata. Delle celle temporalesche erano nelle vicinanze al momento dell'incidente, ma questo non è insolito per l'aeroporto Internazionale di Houston. Le telecamere a circuito chiuso del carcere della Contea di Chambers mostrano l'aereo in una ripida picchiata fino al momento dell'impatto.
La FAA, Boeing, Atlas Air, National Air Traffic Controllers Association (NATCA), International Brotherhood of Teamsters (sindacato dei piloti), Air Line Pilots Association, e il produttore di motori General Electric parteciparono od offrirono la loro assistenza all'inchiesta dell'NTSB.
Dopo aver ascoltato il registratore vocale della cabina di pilotaggio, l'NTSB dichiarò che "le comunicazioni dell'equipaggio in linea con una perdita di controllo dell'aeromobile sono iniziate circa 18 secondi prima della fine delle registrazioni". Il 12 marzo, l'NTSB dichiarò che nei successivi 18 secondi l'aereo "aveva il muso inclinato verso il basso a circa 49° in risposta a input della barra di comando". Più tardi, quello stesso giorno, la dichiarazione fu cambiata in "... in risposta alla deflessione dell'equilibratore verso il basso".
Il 19 dicembre 2019, l'NTSB rilasciò una lista pubblica contenente oltre 3000 pagine di informazioni fattuali raccolte durante l'inchiesta, con il rapporto finale che sarebbe seguito in una data non specificata. L'elenco contiene informazioni su "operazioni, fattori di sopravvivenza, prestazioni umane, controllo del traffico aereo, prestazioni degli aeromobili e comprende la trascrizione del registratore vocale nella cabina di pilotaggio, lo studio dello spettro sonoro e le informazioni del registratore di dati di volo".

### Final report
Il 6 agosto 2020, l'NTSB ha pubblicato sul proprio sito web il rapporto finale dell'incidente, in cui si legge:
(National Transportation Safety Board, Atlas Air 3591 final report)
L'NTSB ha rilevato che la discesa era proceduta normalmente fino a quando è stata attivata la modalità di riattaccata (go-around) e l'autopilota e l'automanetta dell'aeromobile hanno aumentato la spinta dei motori e l'inclinazione del muso verso l'alto come previsto dalla procedura. Nessuno dei due piloti ha riconosciuto verbalmente che tale modalità era stata attivata né ha intrapreso alcuna azione per disattivarla. Pochi istanti dopo, il primo ufficiale ha dato dei comandi di volo di picchiata per il recupero dallo stallo, ma i sistemi di avviso di stallo dell'aeromobile non si erano attivati e i dati dell'FDR non erano coerenti con un aeromobile in condizione di stallo. L'NTSB ha concluso che molto probabilmente il primo ufficiale ha colpito accidentalmente l'interruttore di go-around con il polso sinistro o con l'orologio da polso mentre manipolava la vicina leva degli spolier e che nessuno dei due piloti si è reso conto che la modalità di volo era cambiata. Durante uno stallo, le procedure stabilite prevedono che il pilota ai comandi (PF) debba "tenere saldamente la colonna di comando", "disinserire l'autopilota e l'automanetta" e "applicare dolcemente il controllo dell'equilibratore dal basso verso l'alto per ridurre l'AOA (angolo di attacco) fino a quando lo stick shaker o il buffet non si fermano". Le procedure stabiliscono inoltre che il pilota al monitoraggio degli strumenti (PM) (in questo caso il comandante) debba monitorare e segnalare le variazioni di altitudine e velocità dell'aria, segnalare qualsiasi tendenza verso il terreno e verificare che tutte le azioni richieste siano completate. Mentre gli input di controllo del volo del primo ufficiale sono stati abbastanza aggressivi da escludere l'autopilota, gli investigatori hanno concluso che il comandante era distratto nell'esecuzione di altri compiti e non stava monitorando le prestazioni dell'aereo.
L'NTSB ha concluso che l'aereo stava probabilmente volando in condizioni meteorologiche per il volo strumentale senza che il terreno fosse visibile quando è stata attivata la modalità di go-around e il primo ufficiale ha probabilmente sperimentato un'illusione somatografica di "pitch-up" o "head-up", la falsa sensazione di inclinarsi all'indietro durante un'accelerazione inaspettata in avanti in assenza di punti di riferimento visibili. I piloti con una limitata esperienza di volo strumentale hanno una tendenza ben documentata a ignorare gli strumenti di volo e ad agire istintivamente in reazione a questa illusione. Gli investigatori hanno concluso che i piloti non erano in grado di vedere il terreno fino a quando l'aereo non è uscito dalle nuvole a circa 3 000 piedi (910 m) sopra la baia, e a quel punto sarebbe stato impossibile un recupero sicuro dalla ripida discesa.

### Problemi di formazione dei piloti
L'NTSB ha rilevato che entrambi i piloti avevano avuto difficoltà durante l'addestramento. Il comandante Blakely aveva incontrato difficoltà durante l'addestramento per la sua abilitazione sui Boeing 767. Il 31 ottobre 2015 è stato dichiarato non idoneo al controllo a causa di osservazioni insoddisfacenti sul suo addestramento, che includevano quanto segue:
- Permettere alla velocità dell'aria di superare i limiti dei flap durante l'addestramento per il recupero dello stallo.
- Dimenticanza di impostare la quota di mancato avvicinamento.
- Difficoltà nell'esecuzione dei mancati avvicinamenti.

Blakely si sottopose all'addestramento di recupero il giorno successivo, il 1º novembre, questa volta con risultati soddisfacenti. Il giorno dopo ha effettuato il checkride sul 767 e due giorni dopo ha ottenuto l'abilitazione all'uso del velivolo. Nonostante i miglioramenti di Blakely, Atlas Air lo ha inserito nel programma di controllo della professionalità dei piloti (PWP) a causa dei suoi problemi di addestramento.
Anche il primo ufficiale Aska aveva incontrato difficoltà durante la formazione con Atlas Air, più di Blakely. Aveva registrato fallimenti nell'addestramento anche con i precedenti datori di lavoro. Un altro comandante di 767 di Atlas Air che aveva volato con Aska lo ha descritto come un "bravo ragazzo" e "sicuramente nella metà superiore delle persone con cui ho volato", anche se non ha dichiarato alcun problema relativo all'addestramento. I primi problemi di Aska sono stati segnalati nel luglio 2017, lo stesso mese in cui è entrato a far parte di Atlas Air, quando gli è stato rifiutato l'esame orale per la sua abilitazione al Boeing 767 in quanto aveva bisogno di un addestramento di recupero. Dopo l'addestramento, ha superato l'esame orale. Aska ha poi partecipato a cinque sessioni di simulatore di volo a base fissa (non in movimento), incontrando difficoltà con le normali procedure, e si è sottoposto a un ulteriore addestramento di recupero. In agosto, dopo due sessioni di addestramento al simulatore di volo completo, il partner di Aska si è lamentato perché a causa sua non poteva proseguire. Alla fine, Atlas Air ha dovuto riavviare l'addestramento completo al simulatore di volo per Aska, perché nella sua classe di addestramento non c'erano altri piloti che potessero fare coppia con lui.
Il primo checkride di Aska sul velivolo si è concluso con un fallimento a causa della scarsa gestione delle risorse dell'equipaggio (CRM) e del controllo improprio del velivolo. Il suo esaminatore lo ha descritto come stressato e privo di consapevolezza situazionale. Aska si è sottoposto a un addestramento di recupero il 25 settembre e il giorno successivo ha ripetuto il checkride con successo, ottenendo l'abilitazione al tipo di aeromobile.
Gli investigatori sono giunti alla conclusione che Aska aveva deliberatamente nascosto i suoi precedenti di addestramento quando ha fatto un colloquio con Atlas Air, approfittando delle carenze del database dei registri dei piloti della FAA, che è stato criticato dall'NTSB. Un emendamento del 2010 al Pilot Record Improvement Act (PRIA), approvato dopo l'incidente del 2009 del volo Colgan Air 3407, prevedeva che la FAA registrasse le carenze di addestramento nel database; tuttavia, questa disposizione non era stata pienamente attuata a causa di problemi di privacy e dell'opposizione del settore, in particolare da parte degli operatori dell'aviazione d'affari che contestavano gli stringenti requisiti di registrazione del programma. Atlas Air è stata anche criticata per il fatto di affidarsi ad agenti piuttosto che a specialisti delle operazioni di volo per verificare il background formativo dei piloti assunti.
L'NTSB raccomandò che i piloti del 767 e dell'analogo Boeing 757 fossero addestrati a riconoscere e recuperare l'attivazione involontaria della modalità di go-around, ma concluse anche che i dati disponibili suggerivano che tale attivazione era un "evento raro e tipicamente benigno".

## Nella cultura di massa
L'incidente del volo 3591 di Atlas Air è stato analizzato nell'episodio La consegna disastrosa della ventitreesima stagione del documentario Indagini ad alta quota trasmesso da National Geographic Channel.